# Jorge Luis Borges
Jorge Luis Borges ( audio) (bôr′hĕs) (Buenos Aires, 24. kolovoza 1899. – Ženeva, 14. lipnja, 1986.) bio je argentinski pisac i jedan od najsamosvojnijih autora suvremene svjetske književnosti uopće čija je proza bitno utjecala na svjetsku književnost druge polovice 20. stoljeća. Najpoznatiji je po kratkim pričama, ali bio je i pjesnik i esejist.

## Životopis

### Mladost
Borges je rođen u Buenos Airesu. Njegov otac Jorge Guillermo Borges bio je odvjetnik i učitelj psihologije, koji je također imao literarne težnje - pokušao je postati piscem, no u tome nije uspio. Borges je jednom prigodom izjavio: "Napisao je neke vrlo dobre sonete". Borgesova majka Leonor Acevedo Suárez od svoga je muža naučila engleski jezik i radila je kao prevoditeljica. Obitelj njegova oca dijelom je bila španjolskog i portugalskog, a dijelom engleskog podrijetla, dok je podrijetlo njegove majke bilo španjolsko i možda djelomice portugalsko. U njegovoj se kući govorilo i španjolskim i engleskim jezikom, tako je od najranijih dana djetinjstva Borges bio dvojezičan te je naučio čitati engleski prije španjolskog. Odrastao je u prigradskoj četvrti Palermo, u velikoj kući s velikom knjižnicom.
Njegovo puno ime glasi: Jorge Francisco Isidoro Luis Borges Acevedo, ali slijedeći argentinske običaje nikada nije koristio svoje puno ime.
Jorge Guillermo Borges bio je primoran otići u ranu mirovinu zbog slabog vida koji će u budućnosti snaći i njegova sina, te se 1914. godine obitelj seli u Ženevu, gdje otac Borges odlazi kod specijalista za oči, dok su Jorge i njegova sestra Norah (rođena 1902. godine) pohađali tamošnju školu. Tamo je Borges naučio francuski jezik, koji je navodno teško svladavao, te je zbog toga naučio njemački jezik i dobio svjedodžbu na ženevskom sveučilištu 1918. godine.
Poslije završetka Prvoga svjetskog rata, obitelj Borges provodi tri godine u Luganu, Barceloni, Mallorci, Sevilli i Madridu. U Španjolskoj Borges postaje članom književne avangarde. Njegova prva pjesma, »Himna moru«, napisana je u stilu Walta Whitmana i objavljena u časopisu Grecia.

### Rana karijera
Godine 1921. Borges se s obitelji vraća u Buenos Aires gdje donosi doktrinu ultraizma i započinje svoju karijeru pišući pjesme i eseje koje objavljuje u literarnim časopisima. Njegova prva kolekcije pjesama Fervor de Buenos Aires objavljena je 1923. godine.
Godine 1923. Borges postaje urednik literarnog dodatka novinama Crítica, i ovdje se pojavljuju dijelovi priča kasnije objavljeni u Historia universal de la infamia (»Opća povijest gadosti«). Ta su djela između nefikcionalnih eseja i kratkih priča, jer Borges koristi elemente fikcije kako bi ispričao istinite priče, kao i literarne fragmente za koje obično tvrdi da su prijevodi dijelova slavnih ali rijetko čitanih dijela. U godinama koje slijede, radi kao literarni suradnik za izdavačku kuću Emecé Editores i piše tjedne kolumne za El Hogar, koji se izdaje od 1936. do 1939. godine.
Borgesov otac umire 1938. godine, što je za njega bio veliki udarac jer su bili posebno bliski. Na Novu godinu 1939., Borges zadobiva tešku ozljedu glave u nesreći; tijekom liječenja zamalo umire od otrovanja krvi. Dok se oporavljao od nesreće, počinje pisati stilom po kojemu je postao poznat i pojavljuje se njegova prva kolekcija kratkih priča, El jardín de senderos que se bifurcan (»Vrt razgranatih staza«), 1941. godine. Knjiga uključuje priču »El sur«, djelo u koje su uklopljeni neki autobiografski elementi, kao njegova nesreća, i koje je piscu osobno najdraže. Iako općenito dobro prihvaćen, El jardín de senderos que se bifurcan nije osvojio nagrade niti je zadobio priznanja koja su mu mnogi predviđali. Ocampo je posvetio velik dio lipanjskog izdanja Sur »Reparaciji za Borgesa«. 
Od 1937. godine Borges počinje raditi u Miguel Cané, ogranku Općinske knjižnice Buenos Aires kao prvi pomoćnik. Kada 1946. godine Juan Perón dolazi na vlast, Borges biva otpušten.

### Pobuna
Kad je ostao bez posla, njegov je vid počeo slabiti, i bez mogućnosti da se uzdržava kao pisac, Borges započinje novu karijeru predavača. Bez obzira na određenu razinu političkog progonstva, bio je razmjerno uspješan te postaje javna osobnost, dobivši položaje predsjednika (1950. – 1953.) Argentinskog društva pisaca i profesora engleske i američke književnosti (1950. – 1955.) u Argentinskom udruženju engleske kulture. Njegova kratka priča »Emma Zunz« postaje film (pod imenom Días de odio, na engleski preveden kao Days of Wrath) snimljen 1954. godine, a režirao ga je argentinski redatelj Leopoldo Torre Nilsson. Oko tog doba Borges također počinje s pisanjem scenarija.
Godine 1955., na inicijativu Ocampa, nova protuperonistička vojna vlada postavlja ga na čelno mjesto Nacionalne knjižnice. Do tog doba, već je potpuno oslijepio, kao i njegov prethodnik u Nacionalnoj knjižnici. Poznata je misao: "Bog mu je dao 800.000 knjiga - i tamu".
Sljedećih je godina dobio Nacionalnu nagradu za književnost, i prvi u nizu počasnih doktorata, i to od Sveučilišta Cuyo (Argentina). Od 1956. do 1970. godine Borges je također radio kao profesor književnosti na Sveučilištu u Buenos Airesu, te je često privremeno radio na raznim drugim sveučilištima.
Već tada nije mogao niti čitati niti pisati pa se oslanjao na majku s kojom je oduvijek bio blizak i koja počinje raditi s njim kao njegova osobna tajnica. Dakle, on joj je diktirao svoje misli, a ona je pisala na pisaćem stroju.

### Međunarodna priznanja
Borgesova međunarodna slava datira iz ranih šezdesetih godina dvadesetog stoljeća. Godine 1961. prima Formentor Prize, koju dijeli sa Samuelom Beckettom. Beckett je bio dobro poznat i cijenjen u engleskom govornom području, gdje je Borges u to vrijeme bio nepoznat i nepreveden, no tada ljudi postaju znatiželjni tko je ta osoba koja je podijelila nagradu s Beckettom. Njegovi su radovi prvi put prevedeni na engleski 1962. godine, što su popratila predavanja po Europi. 
Godine 1967. Borges započinje petogodišnju suradnju s američkim prevoditeljem Normanom Thomasom di Giovannijem, zahvaljujući kojemu postaje poznatiji unutar engleskog govornog područja. Također nastavlja izdavati knjige, među kojima su El libro de los seres imaginarios (»Knjiga izmišljenih stvorenja«, 1967.), El informe de Brodie (»Brodijev izvještaj«, 1970.), and El libro de arena (»Knjiga od pijeska«, 1975.). Mnoga su od njegovih predavanja sakupljena u zbirke kao Siete noches (»Sedam noći«) i Nueve ensayos dantescos.
Kada se Juan Perón vratio iz progonstva i kad je ponovno izabran za predsjednika, 1973. godine, Borges podnosi ostavku na mjestu ravnatelja Nacionalne knjižnice. 
Godine 1975., poslije majčine smrti, Borges započinje seriju posjeta zemljama po cijelome svijetu, koje nastavlja sve do svoje smrti. 
Borges se dva puta vjenčavao. Godine 1967. vjenčao se sa svojom dugogodišnjom prijateljicom Elsom Astete Millán, koja je nedavno prije toga postala udovica. Brak je potrajao tri godine. Nakon razvoda, Borges se seli natrag svojoj majci. Tijekom posljednjih godina živio je s Maríom Kodama s kojom je proučavao anglosaski dugi niz godina i koja mu je također bila osobna suradnica. Vjenčali su se 1986. godine, nekoliko mjeseci prije njegove smrti.
Borges je umro od raka jetre u Ženevi 1986. godine, te je pokopan na ženevskom groblju Cimetière des Rois.

## Djela
Uz kratke priče, po kojima je i najpoznatiji, Borges je također pisao poeziju, eseje, nekoliko scenarija i mnogo književne kritike, predgovora, podgovora, uređivao je brojne antologije, te je prevodio s engleskog, francuskog i njemačkog jezika na španjolski jezik. Njegovo sljepilo (koje se pojavilo u odrasloj dobi, baš kao i kod njegova oca) snažno je utjecalo na njegov kasniji rad. 
Borges je živio kroz veći dio dvadesetog stoljeća, pa je na njega najviše utjecao modernistički stil pisanja, a posebno simbolizam. Kao Vladimir Nabokov i nešto stariji James Joyce, kombinirao je interese za svoju rodnu zemlju sa širim interesima. S njima je također dijelio višejezičnost i razigranost jezika, no dok su Nabokov i Joyce, kako su postajali stariji, išli prema sve većim i kompleksnijim djelima, Borges ostaje minijaturist. Također u kontrastu s Joyceom i Nabokovom, Borgesov rad se kretao dalje od onoga što je on nazivao "barokom", dok se njihov rad tome primicao. Stil kasnijih Borgesovih djela je više naturalistički i transparentan nego u njegovim ranijim djelima.
Mnoge se od njegovih napoznatijih priča bave prirodom doba, beskrajem, zrcalima (prema kojima velik broj njegovih priča izražava gotovo strah), labirintima, stvarnošću, identitetom. Naglasak velikog broja priča je na fantastičnoj radnji, kao što je knjižnica koja sadrži sve moguće varijacije teksta u knjigama s 410 stranica (»Babilonska knjižnica«), mjesto na kojemu se sijeku svi pravci u svemiru  (»Aleph«) i godina u kojoj vrijeme miruje, a dana je čovjeku prije nego što će na njega zapucati streljački vod (»Tajno čudo«). Miješao je stvarne činjenice s fikcijom. U nekoliko su navrata, pogotovo na početku karijere, ta miješanja ponekad prelazila granicu i ulazila u sferu prijevare i literarne krivotvorine.
Nepotpun popis:
- Fervor de Buenos Aires (Žudnja za Buenos Airesom), 1923.
- Luna de enfrente (Mjesec sučelice), 1925.
- Cuadernos de San Martín (Bilježnice San Martín), 1929.
- Evaristo Carriego, 1930.
- Discusión (Rasprava), 1932.
- Historia universal de la infamia (Opća povijest gadosti), 1935.
- Ficciones (Izmišljaji), 1944.
- El Aleph, 1949.
- Otras inquisiciones (Druga istraživanja), 1952.
- El hacedor (Tvorac), 1960.
- El otro, el mismo (Drugo, isto), 1964.
- Para seis cuerdas (Za šest žica), 1965.
- Elogio de la sombra (Pohvala sjene), 1969.
- El informe de Brodie (Brodijev izvještaj), 1970.
- El oro de los tigres (Zlato tigrova), 1972.
- El libro de arena (Knjiga od pijeska), 1975.

## Nagrade
- 1961.: The Formentor Prize
- 1979.: španjolska nagrada za književnost »Cervantes«.[1]

## Vanjske poveznice
- Nataša Cilar, Jorge Luis Borges i hrvatski fantastičari, 2016., ffzg.unizg.hr
- Matija Štahan, Zašto je Jorge Luis Borges pisao o Janu Panoniju?, 2016., ffzg.unizg.hr
- Opsežna mrežna stranica koja donosi istraživanja Borgesova rada, uključujući stranice na kojima se raspravlja o piscima na koje je utjecao njegov rad. (engl.)
- Jorge Luis Borges, poetryfoundation.org (engl.)
- Jorge Luis Borges - upoznavanje s autorovim proznim djelima (engl.)
- Tri Borgesove priče (engl.)